# الرجل من تورنتو (فلم 2021)
الرجل من تورنتو (بالإنجليزية: The Man from Toronto) فيلم أكشن كوميدي أمريكي من إخراج باتريك هيوز وبطولة كيفن هارت، وودي هارلسون. كتب الفيلم روبي فوكس، وجايسون بلومنتال، ووضع السيناريو روبي فوكس وكريس بريمنر. يروي الفيلم قصة سوء تفاهم وخلط بين واحد من أكبر القتلة في العالم وواحد من أكثر الناس خيبةً وفشلاً عن طريق شركة حجز أماكن للعطلات. يصدر الفيلم في 17 سبتمبر 2021.

## طاقم التمثيل
- كيفن هارت: في دور تيدي نيلسون

- وودي هارلسون: في دور والي

بالاشتراك مع:
- كايلى كوكو، بيرسون فودي، ياسمين ماثيوز، إلين باركين، ليلا لورين، كيت دروموند، توموهيسا ياماشيتا.[2]

## ملخص أحداث الفيلم
أحداث الفيلم ترصد خطأ فادحًا يحدث في مدينة نيويورك، عندما تتعامل شركة حجوزات للعطلات مع رجل يُدعى تيدي، والذي يعتقد خطأً أنه القاتل الدموي المدعو «رجل من تورنتو»، وعندما ينتهى الأمر بهما في نفس المكان، تبدأ الطرائف وما يترتب على تبادل الأسماء.

## الإنتاج
تم الأعلان في يناير 2020 عن تعيين باتريك هيوز لإخراج سيناريو روبي فوكس تحت عنوان «الرجل من تورونتو» لصالح شركة الإنتاج «اسكايب ارتيست» وتوزيعه من شركة سوني.
تم الإعلان في يناير 2020 أن جيسون ستاثام وكيفن هارت قد تم تعيينهم لبطولة الفيلم، ولكن في مارس خرج ستاثام فجأة من المشروع قبل ستة أسابيع من التصوير بعد اشتباكه مع المنتجين حول نغمة الفيلم وتصنيفه، واتجهت الأنظار إلى وودي هارلسون ليحل مكان ستاثام. انضم كالي كوكو إلى فريق التمثيل في أبريل، وأضيف بيرسون فودي في مايو، ويلحق بهم ياسمين ماثيوز وإلين باركين وليلا لورين وتوموهيسا ياماشيتا في أكتوبر.
كان من المقرر أن يبدأ التصوير في أبريل 2020 في أتلانتا، ولكنه الإنتاج برمته توقف في مارس، بسبب جائحة كوفيد 19.

## وصلات خارجية
- Official Twitter
- الرجل من تورنتو  في قاعدة بيانات الأفلام على الإنترنت (بالإنجليزية)